# Lo speziale

Lo speziale (L'apothicaire) est un dramma giocoso en trois actes écrit par Carlo Goldoni.
Il a été mis en musique par
- Vincenzo Pallavicini et Domenico Fischietti, Lo speziale, carnaval 1755, Venise, Teatro San Samuele
- Franz Joseph Haydn, Lo speziale, dramma giocoso per musica in 3 atti, révision de Karl Friberth, 1768, pour l'inauguration du Théâtre au Château d'Esterháza à Fertőd.